# Christen Friis Rottbøll
Christen Friis Rottbøll (født 3. april 1727, død 15. juni 1797) var en dansk læge og botaniker.

## Uddannelse
Hans forældre var forvalter Christian Mikkelsen Rottbøll og Margrethe Cathrine født Friis, og han fødtes på Hørbygaard i Sjælland. 1745 deponerede han fra Roskilde Skole, blev alumnus på Valkendorfs og derefter på Elers' Kollegium, studerede først teologi og tog teologisk attestats 1752, men havde tidlig tillige kastet sig over medicinske studier og gjorde sig allerede i begyndelsen af 1752 i høj grad bemærket som mediciner ved at optræde som opponent mod den af regeringen indkaldte unge læge Georg Christian Oeder fra Göttingen ved dennes disputats pro loco.
Ved sin dialektiske dygtighed og færdighed i latin overvældede han aldeles den i disse henseender svage præses og bidrog meget væsentlig til at hindre Goeders ansættelse ved Københavns Universitet, ligesom han også ved denne sin optræden vandt en høj yndest hos universitetets mod den indkaldte tysker fjendtligsindede professorer, hvad der tydelig fremgår af rektor Johannes Peder Anchersens og det medicinske fakultets afgivne erklæringer om disputatsen. Denne gav nemlig anledning til et vidtløftigt efterspil, i det Oeder klagede til universitetspatronen over Rottbølls nærgående og injurierende optræden, og derved forskellige erklæringer i sagen fremkaldtes, således også en klar og dygtig erklæring fra Rottbøll selv.
Samme efterår udgav han end videre en hel disputats om emnet (Meditationes de motus muscularis causis præsertim occasionalibus), hvori han ikke blot imødegår Oeders, men med megen lærdom drøfter hele den nye Hallerske irritabilitetslære, den, som Oeders disputats omhandlede.
Både i denne polemiske affære og senere viste Rottbøll sig at være øjeblikkets Mand, selvskreven til at glide ind i ansættelse ved Universitetet. På den ene side gennemtrængt af den gammeldags lærde konservatisme, som universitetet fremdeles fuldt holdt i hævd, og på den anden side dog i en passende grad interesseret for og bekendt med de nye banebrydende strømninger i læge- og naturvidenskaben -- hvad denne overgangstid nødvendig tiltrængte -- var han et af universitetet særlig begunstiget professoremne, og efter at han 1755 havde erhvervet sig den medicinske doktorgrad, i øvrigt ved en ikke meget betydelig afhandling, opnåede han snart (1756), med forbigåelse af sin rival, den ulærde Georg Heuermann, at blive professor medicinæ designatus.
Samtidig sluttede han sig med stor iver til den nye, af regeringen beskyttede koppeindpodningsbevægelse og overtog lægeposten ved den 1755 oprettede Inokulationsanstalt under livlægen Johan Just von Bergers overbestyrelse, hvorved han dokumenterede sit fremskridtsvenlige sindelag og fuldt kunde blive udsonet med hofkredsen, i hvilken hans optræden mod Oeder selvfølgelig havde vakt meget anstød.
1756 fratrådte han igen inokulatorposten, i det han straks efter at have modtaget designationen på det medicinske fakultets Initiativ drog til Uppsala for at studere botanik under Carl von Linné, og hjemkommet her fra foretog han det følgende år i selskab med Johan Theodor Holm en stor studierejse til Tyskland, Holland og Frankrig, på hvilken han særlig kastede sig over anatomiens og botanikkens studium.

## Universitetskarriere
Hjemkommen 1760 overtog han som vikar for Fakultetets senior, Balthazar Johannes de Buchwald, undervisningen i anatomi og botanik, hvormed tillige fulgte bestyrelsen af den lille botaniske Have ved Universitetet. Efter Buchwalds død i 1763 fungerede han på samme måde, med iver og dygtighed, som vikar for Lodberg Friis. Samme år blev han medlem af Videnskabernes Selskab og debuterede da i selskabets skrifter med en udførlig, dygtig og grundig afhandling om sin gamle yndlingssag koppeinokulationen: Forsøg til en ny Grundlære om Koppernes Indpodning samt Anhang om Indpodningens Historie i Danmark og Norge -- vistnok den vigtigste af Rottbølls litterære publikationer.
1770 blev han justitsråd, og 1776 rykkede han op til at blive professor ordinarius. Men ved denne tid havde han kulmineret og havde ikke mere nogen synderlig betydning
som universitetslærer eller videnskabsmand, om han end, efter J.P. Mynsters vidnesbyrd, vedblev at vise sine gode docentgaver, orden, klarhed og kraftig stemme i foredraget.
Hans interesse og energi samlede sig nu mere om de til hans autoritetsstilling knyttede magtspørgsmaal end om undervisningen. Som meddirektør for den nye kongelige botaniske Have havde han nok fortjenester, ligesom botanikken vedblivende var hans videnskabelige yndlingsfag både med hensyn til undervisning og til litterær produktion; men hans administration var dog i flere henseender alt andet end rosværdig, særlig i forholdet til Martin Vahl, og han kan overhovedet næppe siges fri for på en noget intrigant måde at have benyttet sine forbindelser ved hoffet, om end hovedskylden for misgrebene måske falder på hans i det hele lidet tiltalende meddirektør og ven Holmskjold. 1779 fik han titel af etatsråd, 1784 af konferensråd.
De i forhold til hans oprindelige evner temmelig ringe videnskabelige ydelser have i øvrigt vistnok deres nærmeste grund i hans altid noget svagelige helbred, der i hans modnere år udartede til en langvarig og indgribende hypokondrisk sygelighed, som bl.a. bragte ham til helt at opgive al lægepraksis, og som kom til udbrud ved hans 2. hustrus død. Efter at hans 1. hustru, Ursula født Schnabel (datter af rektor i Roskilde Bernt Schnabel), hvem han havde ægtet 1762, var død 1767, ægtede han det følgende år Johanne Elisabeth Mangor, datter af apoteker og ejer af Svaneapoteket i København Christoffer Heerfort Mangor; men til hans store sorg døde hun 1771. Dog giftede han sig 3. gang 1778, med Catharina Hedvig Wohlert (død 1811), datter af drejer Daniel Jacob Wohlert.
Interesse for videnskaben viste han dog også i sine senere år, navnlig ved i Videnskabernes Selskab at give meddelelser af botanisk, anatomisk og filologisk indhold. Med en vis forkærlighed vedblev han som gammeldags lærd latiner at beskæftige sig med klassisk litteratur, særlig fordybede han sig i Columellas De re rustica, hvor hans naturvidenskabelige indsigter ogsaa kom ham til gode.
Fra 1794 ophørte han med universitetsundervisning, i det hans kære og talentfulde discipel Magnus Horrebow i følge kongelig resolution blev hans vikar. I sit testamente skænkede han sit herbarium og nogle botaniske manuskripter til den botaniske Have.

## Rottbøll som botaniker
Som botaniker får C.F. Rottbøll foruden ved sine egne fortjenester også derved mere relief, at han som botanikkens repræsentant ved universitetet afløste Buchwalderne, fader og søn, der ifølge Didrik Ferdinand Didrichsen "sandsynligvis begge vare udmærket praktiske Læger, men Botanikere vare de saavist ikke" . Han havde derfor ingen botanisk vejledning haft her hjemme, men måtte søge sin uddannelse i udlandet og rejste, efter at han 1756 var blevet professor medicinæ designatus, til Sverige og studerede hos Linné, der antagelig har sat pris på ham, siden han har opkaldt en planteslægt Rottboellia -- af græsfamilien -- efter ham. Endvidere studerede han i Tyskland, Frankrig og Italien.
Efter sin hjemkomst blev ledelsen af den botaniske Have ham overdraget. Hans botaniske publikationer bevæger sig, som rimeligt er, inden for den deskriptive botaniks område; hans plantebeskrivelser have et godt lov på sig for korrekthed og udførlighed, og de dem ledsagende afbildninger er gode. Af denne art kan fremhæves Descriptionum et iconum rariores et pro maxima parte novas plantas illustrantium liber I (1773), behandlende mest planter af halvgræsfamilien og ledsaget af 21 smukke kobberstukne tavler.
Materialet til hans plantebeskrivelser er for en del tilvejebragt ved forskellige rejsendes indsamlinger; var der særlig grund til det, viste han også, at han havde det større publikums tarv for øje, f.eks. ved af den pragtfulde strelitzia reginæ, der var hjembragt fra Kap og "havde den Lykke at skaffe sig Hoffet og den største Del af Byen
til Beskuere", at affatte både en videnskabelig og en populær beskrivelse, ledsaget af en smukt koloreret afbildning, ligesom han også skrev – på dansk – om botanikkens udstrakte nytte.
Han har end videre som indledning til en afhandling om grønlandske og islandske planter givet en oversigt over botanikkens historie i Danmark, særlig i det 17. århundrede, offentliggjort, som flere andre af hans arbejder, i Videnskabernes Selskabs skrifter. I et bind af disse findes også hans Anmærkninger og Oplysninger til M. Porcius Cato de re rustica (1793), et tekstkritisk arbejde, der røber belæsthed i de romerske landbrugs forfattere.